# Ladislav Čierny
Ladislav Čierny (* 3. November 1974 in Zvolen, Tschechoslowakei) ist ein ehemaliger slowakischer Eishockeyspieler, der zuletzt beim HKm Zvolen in der Extraliga unter Vertrag stand.

## Karriere
Ladislav Čierny begann seine Karriere als Eishockeyspieler in seiner Heimatstadt in der Jugend des HKm Zvolen, für dessen Profimannschaft er in der Saison 1993/94 sein Debüt in der slowakischen Extraliga gab, wobei er in 24 Spielen zwei Tore erzielte. Anschließend wechselte der Verteidiger für zwei Jahre zu deren Ligarivalen HC Slovan Bratislava. Anschließend kehrte er nach Zvolen zurück, für die er weitere vier Jahre in der Extraliga aktiv war, wobei er einen Großteil der Saison 1996/97 bei deren B-Team in der zweitklassigen 1. Liga verbrachte. Von 2000 bis 2002 stand der Nationalspieler beim HC České Budějovice aus der tschechischen Extraliga unter Vertrag. Daraufhin wurde er vom HK Lada Toljatti aus der russischen Superliga verpflichtet, für den er in zwei Jahren in insgesamt 124 Spielen 28 Scorerpunkte erzielte. 
Zur Saison 2004/05 kehrte Čierny erneut nach Zvolen zurück, ehe er von 2005 bis 2007 in der Superliga für Sewerstal Tscherepowez Tore verhinderte. Gegen Ende der Saison 2006/07 unterschrieb er ein weiteres Mal beim HKm Zvolen, für den er bis 2013 spielte und anschließend seine Karriere beendete.

### International
Für die Slowakei nahm Čierny an der U20-Junioren-C-Weltmeisterschaft 1994 sowie den Weltmeisterschaften 2002, 2003 und 2004. Des Weiteren stand er im Aufgebot der Slowakei beim World Cup of Hockey 2004. 

## Erfolge und Auszeichnungen
- 1994 Aufstieg in die B-Weltmeisterschaft bei der U20-Junioren-C-Weltmeisterschaft
- 2002 Goldmedaille bei der Weltmeisterschaft
- 2003 Beste Plus/Minus-Statistik in den Superliga-Playoffs
- 2003 Bronzemedaille bei der Weltmeisterschaft

## Superliga-Statistik
(Stand: Ende der Saison 2010/11)